# Музей авіації Північного флоту
Музей авіації Північного флоту (рос. Музей военно-воздушных сил Северного флота; англ. Museum of the Air Forces of the Northern Fleet) - відкрито 20 серпня 1976 року, у рік 40-летия створення першого авіаоб'єднання на Північному флоті у селищі Сафоново (Губа Брудна) Мурманської області на місці першого аеродрому для гідролітаків.

## Історія
Музей побудований з ініціативи льотчиків Північного флоту. Оформлений умільцями-непрофесіоналами. Засновник музею - генерал-майор Михайло Мамай. Першим начальником музею була Людмила Сорокіна. В оформленні експозиції музею про історію морської авіації Північного флоту використані роботи знаменитого фронтового фотокореспондента Е. Халдея, скульпторів народного художника СРСР Л. Кербеля й заслуженого працівника культури Росії Є. Китайчука, художника В. Вовк. На територію музей перевезений будинок, у якім жив Юрій Гагарін, коли служив у частинах авіації Північного флоту. 30 липня 1983 року в будинку першого космонавта планети був відкритий музей. На відкритті будинку-музею почесними гостями були льотчики-космонавти СРСР А. Леонов і В. Рождественський. В ангарі музею зібрана колекція літаків і вертольотів військового й післявійськового часу виробництва СРСР, США, Великої Британії, Німеччини. Багато хто з них були знайдені в сопках і відновлені льотчиками Північного флоту. Авіаційна техніка зі зборів музею використовувалася під час зйомок художнього фільму "Торпедоносці" (кіностудія "Ленфильм", 1983 рік).